# Petite Plaine
Le Petite Plaine est un plateau de l'île de La Réunion, département et région d'outre-mer français dans le sud-ouest de l'océan Indien. Située dans une espèce de cirque naturel dans l'ouest du territoire de la commune de La Plaine-des-Palmistes, au centre de l'île, elle est délimitée, en sa partie sud, par un petit sommet appelé piton des Songes. La Petite Plaine est traversée par la route forestière de Bébour-Bélouve, qui s'y élance en direction du col de Bébour à partir de la route départementale 55, dite chemin de la Petite Plaine. Elle abrite la forêt de la Petite Plaine, une forêt de cryptomérias.